# Vodice
Vodice (wł. Vodizze) – miasto i port w Chorwacji, w żupanii szybenicko-knińskiej, siedziba miasta Vodice. Leżą na północny zachód od Szybenika, nad Morzem Adriatyckim. W 2011 roku liczyły 6755 mieszkańców.
Miasto jest głównym ośrodkiem wypoczynkowym dla mieszkańców pobliskiego Szybenika.

## Historia
Pierwsza wzmianka o Vodicach pochodzi z 1402 roku, z czasów przynależności do Wenecji, niemniej osadnictwo istniało w tym miejscu już w epoce żelaza, a w starożytności funkcjonowała tu rzymska osada Arausa. Znaczący rozwój osadnictwa i przyrost ludności datuje się na początek XVI wieku, co wiąże się z przemieszczaniem ludności ku wybrzeżu w związku z najazdami tureckimi. W XVI wieku miasto otoczono murami i wieżami obronnymi. Po upadku Wenecji w 1797 roku Vodice przeszły pod panowanie Austrii. W okresie od 1806 do 1813 roku były administracji francuskiej, po czym znowu wróciły pod władzę Austrii.
Nazwa Vodice wiąże się faktem, że do końca XIX wieku miasto eksportowało wodę pitną. Przypominają o tym dwie studnie na rynku miejskim oraz wieża Čorić, ufundowana przez bogatą rodzinę Fondra z Šibenika w 1646 roku. Miejskie studnie były centrum życia społecznego – przychodzono tu nie tylko po wodę do picia, czy na pranie, ale także w celach towarzyskich.

## Turystyka
- Vodice są popularną miejscowością turystyczną, w której większość ludzi żyje z turystyki i prowadzi zakwaterowanie gości w kwaterach prywatnych, apartamentach i hotelach
- plaże Vodic są żwirowe, piaszczyste i betonowe
- port w Vodicach obsługuje jachty i statki turystyczne, oferuje szereg atrakcyjnych wycieczek morskich, w tym do Parku Narodowego Kornati

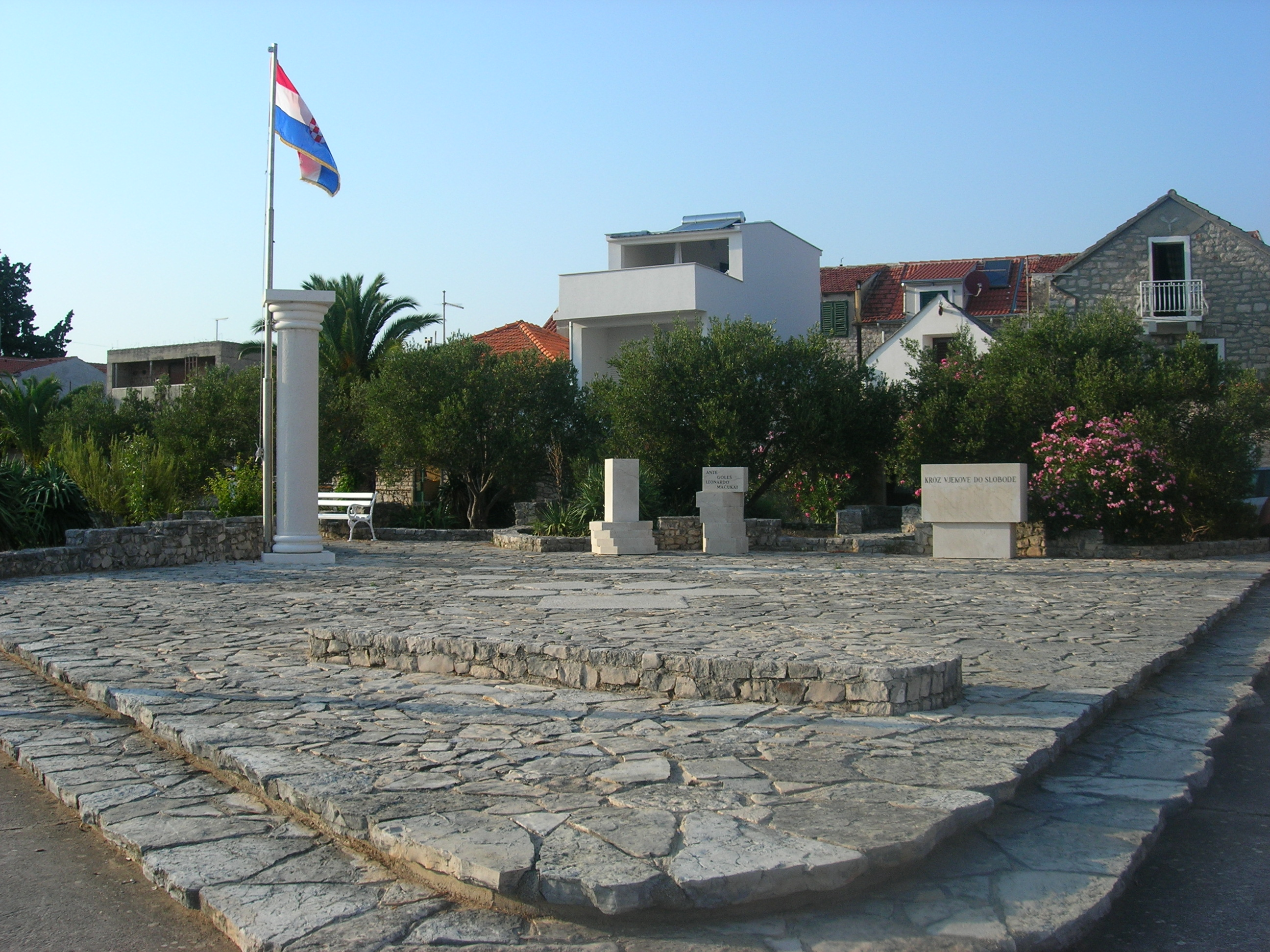
Vodice